# Official Xbox Magazine
Official Xbox Magazine (abrégé OXM) est un magazine mensuel vidéoludique initialement paru en novembre 2001, depuis le lancement officiel de la console de salon Xbox. Un extrait de la première édition est publiée à l'E3 2001. Le magazine était accompagné d'un disque contenant des démos, des bandes-annonces vidéo, et autres, comme des jeux, des mises à jour Xbox ou des avatars (images) gratuits. Les disques contenaient également des programmes pour Xbox 360 permettant une rétrocompatibilité avec les jeux de la console Xbox sans accès à internet à haut débit et au Xbox Live. En janvier 2012, OXM n'offre plus aucun de ces disques.
Le magazine présente des extraits, critiques et codes de triche pour les jeux Xbox. Le 22 novembre 2005 la Xbox 360 est officiellement commercialisée, et le magazine se lance dans les extraits, critiques et tout ce qui est en rapport avec la console. Official Xbox Magazine teste chaque version Xbox, Xbox 360 et Xbox Live Arcade, ainsi que les contenus téléchargeables et extensions. Le 12 octobre 2007, la version britannique du magazine remporte le prix du « Meilleur magazine sur la Xbox » aux Games Media Awards.
La publication du magazine est arrêtée en mars 2020 à la suite des pressions financières causées par la pandémie de maladie à coronavirus.